# Прерванный путь
Прерванный путь (англ. Broken Trail) — мини-сериал 2006 года в жанре вестерн, снятый Уолтером Хиллом на основе романа Алана Жеффриона (англ. Alan Geoffrion). Получил четыре премии «Эмми».

## Сюжет
История о стареющем ковбое и его племяннике, которые перевозят 500 лошадей из Орегона в Вайоминг, чтобы продать их британской армии. В пути им прибавляется проблем от встречи с работорговцем, перевозящий проданных китаянок, купленных им на невольничьем рынке. Спасая их от тяжёлой судьбы, они навлекают на себя злобу содержательницы публичного дома, собирающейся эксплуатировать этих девственниц, которая отправляет за ними в погоню банду убийц.

## В ролях
- Роберт Дюваль — Прентис Риттер
- Томас Хейден Чёрч — Том Харт
- Скотт Купер — Генри Гилпин
- Филип Грейнджер — Чак Хайд
- Дункан Фрейзер[англ.] — Монкрифф
- Крис Малки — Эд Байуотерс
- Тодд Аллен — маршалл Билл Миллер
- Джеймс Руссо — капитан Билли Фендер
- Шон Джонстон[англ.] — «Оспенный» Джек
- Расти Швиммер — Кейт Беккер
- Грета Скакки — Нола Джонс
- Джейдин Вонг — Гхи Мун, № 1
- Кэролайн Чан — Май Линг, № 2
- Гвендолин Йео — Сунь Фу, № 3
- Оливия Ченг[англ.] — Е Фунг, № 4
- Валери Тиан — Гинг Ва, № 5
- Дональд Фонг — Лунг Хэй
- Питер Скаген — бармен